# Championnat de Belgique masculin de handball 2014-2015
Navigation
Division 1 2013-2014 Division 1 2015-2016
La saison 2014-2015 du Championnat de Belgique de handball fut la 57e saison de la plus haute division belge de handball. La première phase du championnat la phase classique, suivit des Play-offs (dans lesquels, on retrouve les quatre clubs engagés en BeNe League) et des Play-downs (dans lesquels, on retrouve deux barragistes issus de la division 2).
Cette édition fut remportée par le United HC Tongeren, sacré champion pour la sixième fois, son dauphin est l'Initia HC Hasselt et le KV Sasja HC Hoboken complète le podium au détriment du Achilles Bocholt. Ces quatre formations auront l'honneur de représenté la Belgique en BeNe League la saison suivante.
le HKW Waasmunster est relégué et sera remplacé la saison suivante par le HC Eynatten-Raeren.

## Participants
En gras, les clubs engagés en BeNe League
| Club                     | Classement 2013-2014 | Localisation         | Entraîneur                 | Salle                        | Capacité |
| ------------------------ | -------------------- | -------------------- | -------------------------- | ---------------------------- | -------- |
| Hubo Initia HC Hasselt   | 1re                  | Hasselt              | Luc Boiten                 | Sporthal Alverberg           | 1 730    |
| QubiQ Achilles Bocholt   | 2er                  | Bocholt              | Stan Backus                | Sportcomplex De Damburg      | 1 539    |
| United HC Tongeren       | 3e                   | Tongres              | Goran Vukcevic             | Eburons Dôme Tongeren        | 1 000    |
| KV Sasja HC Hoboken      | 5e                   | Anvers               | Alex Jacobs                | Sportcomplex Sorghvliedt     | 950      |
| Sporting Neerpelt-Lommel | 4e                   | Neerpelt/Lommel      | Bujar Qerimi               | Sportcentrum Dommelhof       | 1 600    |
| HC Visé BM               | 6e                   | Visé                 | Predrag Dosen              | Hall Omnisports de Visé      | 600      |
| EHC Tournai              | 7e                   | Tournai              | Vincent Parat Allan Cuervo | Hall des Sports de la C.E.T. | 2000     |
| Olse Merksem HC          | 8e                   | Anvers               | Lars Bertels               | Sportcentrum De Rode Loop    | 321      |
| Union beynoise           | 9e                   | Beyne-Heusay         | Pierre Chapaux             | Hall Omnisports Edmond Rigo  | 400      |
| KV Sasja HC Hoboken II   | 1re (D2)             | Anvers               |                            | Sportcomplex Sorghvliedt     | 950      |
| HKW Waasmunster          | 2e (D2)              | Waasmunster          |                            | Sporthal Hoogendonck         | ?        |
| Kreasa HB Houthalen      | 3e (D2)              | Houthalen-Helchteren |                            | Sporthal Lakerveld           | 2000     |

### Localisation
| \| HC Visé BM United HC Tongeren Achilles Bocholt Initia Hasselt Union Beynoise Olse Merksem KV Sasja KV Sasja II Kreasa HB Houthalen Sporting NeLo EHC Tournai HKW Waasmunster \| Localisation des clubs engagés dans le championnat |
| HC Visé BM United HC Tongeren Achilles Bocholt Initia Hasselt Union Beynoise Olse Merksem KV Sasja KV Sasja II Kreasa HB Houthalen Sporting NeLo EHC Tournai HKW Waasmunster                                                          |

Nombre d'équipes par Province
| # | Province                      | Nombre | Équipe(s) |
| - | ----------------------------- | ------ | --- |
| 1 | Province de Limbourg          | 5      | Hubo Initia HC Hasselt, United HC Tongeren, QubiQ Achilles Bocholt, Sporting Neerpelt-Lommel, Kreasa HB Houthalen |
| 2 | Province d'Anvers             | 3      | KV Sasja HC Hoboken, Olse Merksem HC, KV Sasja HC Hoboken II                                                      |
| 3 | Province de Liège             | 2      | Union beynoise, HC Visé BM                                                                                        |
| 3 | Province de Hainaut           | 1      | EHC Tournai |
| 3 | Province de Flandre-Orientale | 1      | HKW Waasmunster                                                                                                   |

## Compétition

### Organisation du championnat
La saison régulière est disputée par 8 équipes jouant chacune l'une contre l'autre à deux reprises selon le principe des phases aller et retour. Une victoire rapporte 2 points, une égalité, 1 point et, donc une défaite 0 point.
Après la saison régulière, les 2 équipes les mieux classées s'engagent dans les play-offs. Ceux-ci constituent en un nouveau championnat où elle rejoignent les quatre équipe engagés en BeNe League.
Les six équipes s'affrontent en phase aller-retour mais lors duquel les deux meilleurs classés en BeNe League commence avec 3 points, le troisième meilleur classé et le vainqueur de la phase régulière, 2 points alors que le club le moins bien classé de BeNe League ainsi que le deuxième de la phase régulière débute tous deux avec 1 seul point. Ces six équipes s'affrontent dans le but de pouvoir terminer premier et, donc d'obtenir un sacre national ou une place européenne. les quatre premières places seront synonyme de qualification pour la BeNe League. Lors de ces play-offs, les deux premières équipes se qualifient pour la finale, une finale en trois manches, dont le premier reçoit deux fois et le second une fois. Le troisième joue à domicile contre le quatrième pour la troisième place.
Pour ce qui est des 6 dernières équipes de la phase régulière, elles s'engagent quant à elles dans les play-downs en compagnie des deux premières équipes de division 2. Il s'agit là aussi d'une compétition normale en phase aller-retour mais pour laquelle, le premier de c'est play-downs commence avec 6 points, le second, 5, le troisième, 4, le quatrième, 3, le cinquième, 2, le sixième et les deux équipes issus de division 2 avec 1 points. Ces quatre équipes s'affrontent dans le but de ne pas pouvoir finir aux deux dernières places, synonyme de relégation en division 2.

### Saison régulière

#### Classement
|   | Équipe                   | Pts | J  | G  | N | P  | Bp  | Bc  | Diff |
| - | ------------------------ | --- | -- | -- | - | -- | --- | --- | ---- |
| 1 | HC Visé BM               | 26  | 14 | 13 | 0 | 1  | 477 | 333 | 144  |
| 2 | Sporting Neerpelt-Lommel | 26  | 14 | 13 | 0 | 1  | 458 | 338 | 120  |
| 3 | EHC Tournai              | 18  | 14 | 9  | 0 | 5  | 369 | 344 | 25   |
| 4 | KV Sasja HC Hoboken II   | 11  | 14 | 5  | 1 | 8  | 337 | 355 | -18  |
| 5 | Olse Merksem HC          | 10  | 14 | 5  | 0 | 9  | 412 | 420 | -8   |
| 6 | Kreasa HB Houthalen      | 9   | 14 | 4  | 1 | 9  | 349 | 417 | -68  |
| 7 | HKW Waasmunster          | 7   | 14 | 3  | 1 | 10 | 307 | 392 | -85  |
| 8 | Union Beynoise           | 5   | 14 | 2  | 1 | 11 | 330 | 340 | -10  |

|                 | Qualification en play-offs |
|                 | Barrages                   |
| en augmentation | Promu 2014                 |

##### Évolution du Classement
- Leader du classement

| NEE | HC Visé BM | HC Visé BM | HC Visé BM | HC Visé BM | HC Visé BM | Sporting Neerpelt | Sporting Neerpelt | Sporting Neerpelt | Sporting Neerpelt | Sporting Neerpelt | Sporting Neerpelt | Sporting Neerpelt | VIS | VIS | VIS | VIS | VIS |  |  |  |  |  |  |  |  |  |  |  |  |
|     |            |            |            |            |            |                   |                   |                   |                   |                   |                   |                   |     |     |     |     |     |  |  |  |  |  |  |  |  |  |  |  |  |
| 01  | 02         | 03         | 04         | 05         | 06         | 07                | 08                | 09                | 10                | 11                | 12                | 13                | 14  |     |     |     |     |  |  |  |  |  |  |  |  |  |  |  |  |

- Journée par journée

| Club                     | 1 | 2 | 3 | 4 | 5 | 6 | 7 | 8 | 9 | 10 | 11 | 12 | 13 | 14 |
| ------------------------ | - | - | - | - | - | - | - | - | - | -- | -- | -- | -- | -- |
| HKW Waasmunster          | 4 | 6 | 7 | 8 | 8 | 6 | 8 | 8 | 8 | 8  | 7  | 7  | 7  | 7  |
| Kreasa HB Houthalen      | 6 | 7 | 8 | 5 | 6 | 7 | 6 | 6 | 6 | 6  | 5  | 6  | 6  | 6  |
| Sporting Neerpelt-Lommel | 1 | 2 | 2 | 2 | 2 | 2 | 1 | 1 | 1 | 1  | 1  | 1  | 1  | 2  |
| EHC Tournai              | 8 | 5 | 5 | 6 | 5 | 3 | 3 | 3 | 3 | 3  | 3  | 3  | 3  | 3  |
| Olse Merksem HC          | 7 | 8 | 4 | 4 | 3 | 4 | 4 | 5 | 5 | 6  | 6  | 5  | 5  | 5  |
| Union beynoise           | 3 | 4 | 6 | 7 | 7 | 8 | 7 | 7 | 7 | 7  | 8  | 8  | 8  | 8  |
| HC Visé BM               | 2 | 1 | 1 | 1 | 1 | 1 | 2 | 2 | 2 | 2  | 2  | 2  | 2  | 1  |
| KV Sasja HC Hoboken II   | 5 | 3 | 3 | 3 | 4 | 5 | 5 | 4 | 4 | 4  | 4  | 4  | 4  | 4  |

#### Matchs
| Résultats (dom.\ext.)                                      | VIS   | NEE   | EHC   | SAS   | OLS   | KRE   | WAA   | UBE   |
| HC Visé BM                                                 |       | 28-29 | 31-21 | 38-18 | 41-28 | 40-26 | 35-23 | 28-22 |
| Sporting Neerpelt-Lommel                                   | 26-35 |       | 31-22 | 31-22 | 37-35 | 35-17 | 40-18 | 39-22 |
| EHC Tournai                                                | 22-29 | 17-30 |       | 23-30 | 31-25 | 36-26 | 33-18 | 31-22 |
| KV Sasja HC Hoboken II                                     | 21-30 | 22-31 | 19-20 |       | 30-34 | 17-19 | 22-16 | 35-26 |
| Olse Merksem HC                                            | 28-35 | 28-31 | 23-25 | 24-28 |       | 35-34 | 34-20 | 35-32 |
| Kreasa HB Houthalen                                        | 24-43 | 22-33 | 20-22 | 25-22 | 33-32 |       | 22-19 | 26-26 |
| HKW Waasmunster                                            | 23-31 | 23-26 | 20-34 | 17-17 | 27-23 | 30-29 |       | 28-19 |
| Union Beynoise                                             | 22-33 | 27-39 | 21-32 | 21-34 | 16-29 | 27-26 | 27-25 |       |
| - Victoire à domicile - Match nul - Victoire à l'extérieur |       |       |       |       |       |       |       |       |

### Play-offs

#### Classement
|   | Équipe                     | Pts | J  | G  | N | P | Bp  | Bc  | Diff |
| - | -------------------------- | --- | -- | -- | - | - | --- | --- | ---- |
| 1 | Hubo Initia HC Hasselt (T) | 19  | 10 | 13 | 0 | 1 | 269 | 236 | 33   |
| 2 | United HC Tongeren         | 14  | 10 | 13 | 0 | 1 | 257 | 252 | 5    |
| 3 | KV Sasja HC Hoboken        | 13  | 10 | 9  | 0 | 5 | 271 | 259 | 12   |
| 4 | Achilles Bocholt (C)       | 13  | 10 | 5  | 1 | 8 | 287 | 283 | 4    |
| 5 | HC Visé BM                 | 9   | 10 | 5  | 0 | 9 | 257 | 264 | -7   |
| 6 | Sporting Neerpelt-Lommel   | 4   | 10 | 0  | 3 | 7 | 239 | 286 | -47  |

|                 | Qualification en finale de championnat et en BeNe League 2015-2016            |
|                 | Qualification pour le match de la troisième place et en BeNe League 2015-2016 |
| (T)             | Tenant du titre                                                               |
| (C)             | Vainqueur de la Coupe de Belgique                                             |
| en augmentation | Qualifiés de la saison régulière Division 1                                   |

### Matchs
| Résultats (dom.\ext.)                                      | HAS   | TON   | HOB   | BOC   | VIS   | NEE   |
| Initia HC Hasselt                                          |       | 29-27 | 27-24 | 29-29 | 20-20 | 29-16 |
| United HC Tongeren                                         | 29-28 |       | 20-20 | 32-27 | 26-20 | 27-27 |
| KV Sasja HC Hoboken                                        | 20-21 | 24-26 |       | 35-26 | 31-29 | 28-25 |
| Achilles Bocholt                                           | 22-30 | 30-25 | 33-31 |       | 34-27 | 28-22 |
| HC Visé BM                                                 | 25-26 | 24-22 | 26-27 | 27-27 |       | 32-24 |
| Sporting Neerpelt-Lommel                                   | 24-30 | 23-23 | 26-31 | 25-31 | 27-27 |       |
| - Victoire à domicile - Match nul - Victoire à l'extérieur |       |       |       |       |       |       |

#### Match pour la troisième place
| 15h00 - 17 mai 2015 | KV Sasja HC Hoboken | 30 - 27 | Achilles Bocholt | Sportcomplex Sorghvliedt, Anvers |

#### Finale
| 20h15 - 16 mai 2015 | United HC Tongeren | 22 - 24 | Hubo Initia HC Hasselt | Eburons Dôme Tongeren, Tongres |

| 20h15 - 23 mai 2015 | Hubo Initia HC Hasselt | 24 - 28 | United HC Tongeren | Sporthal Alverberg, Hasselt |

| 20h15 - 30 mai 2015 | Hubo Initia HC Hasselt | 28 - 29 | United HC Tongeren | Sporthal Alverberg, Hasselt |

- United HC Tongeren 2 - 1 Hubo Initia HC Hasselt

#### Champion
| Champion de Belgique de handball 2014-2015 United Handbal Club Tongeren 6e titres |

### Barrages

#### Classement
|   | Équipe                 | Pts | J  | G  | N | P  | Bp  | Bc  | Diff |
| - | ---------------------- | --- | -- | -- | - | -- | --- | --- | ---- |
| 1 | Olse Merksem HC        | 24  | 14 | 11 | 0 | 3  | 395 | 377 | 18   |
| 2 | EHC Tournai            | 23  | 14 | 10 | 0 | 4  | 409 | 350 | 59   |
| 3 | HC Eynatten-Raeren     | 17  | 14 | 8  | 0 | 6  | 400 | 383 | 17   |
| 4 | KV Sasja HC Hoboken II | 17  | 14 | 7  | 0 | 7  | 358 | 332 | 26   |
| 5 | Union Beynoise         | 16  | 14 | 7  | 1 | 6  | 361 | 349 | 12   |
| 6 | Kreasa HB Houthalen    | 12  | 14 | 5  | 0 | 9  | 365 | 387 | -22  |
| 7 | HKW Waasmunster        | 9   | 14 | 4  | 0 | 10 | 323 | 372 | -49  |
| 8 | HC DB Gent             | 8   | 14 | 3  | 1 | 10 | 358 | 419 | -61  |

|                 | Relégué en Division 2                    |
| en augmentation | Qualifiés de Division 2 pour le barrage. |

#### Matchs
| Résultats (dom.\ext.)                                      | OLS   | EHC   | EYN   | SAS   | UBE   | KRE   | WAA   | GEN   |
| Olse Merksem HC                                            |       | 34-30 | 32-31 | 25-21 | 27-25 | 26-25 | 34-19 | 27-25 |
| EHC Tournai                                                | 22-24 |       | 39-27 | 23-19 | 30-26 | 37-18 | 33-21 | 39-23 |
| HC Eynatten-Raeren                                         | 25-30 | 22-23 |       | 29-25 | 35-30 | 27-25 | 32-17 | 31-25 |
| KV Sasja HC Hoboken II                                     | 31-27 | 33-26 | 23-24 |       | 21-24 | 25-26 | 27-19 | 27-20 |
| Union Beynoise                                             | 26-30 | 19-21 | 28-24 | 25-19 |       | 26-21 | 32-21 | 30-30 |
| Kreasa HB Houthalen                                        | 37-25 | 29-34 | 27-29 | 21-29 | 22-23 |       | 23-19 | 31-24 |
| HKW Waasmunster                                            | 26-29 | 28-22 | 31-30 | 20-24 | 21-23 | 26-28 |       | 29-18 |
| HC DB Gent                                                 | 34-25 | 27-30 | 28-34 | 23-34 | 27-24 | 37-32 | 17-26 |       |
| - Victoire à domicile - Match nul - Victoire à l'extérieur |       |       |       |       |       |       |       |       |

## Bilan

### Classement final
| Rang | Équipe                   |
| ---- | ------------------------ |
| 1er  | United HC Tongeren *     |
| 2e   | Initia HC Hasselt (T)    |
| 3e   | KV Sasja HC Hoboken      |
| 4e   | Achilles Bocholt (C)*    |
| 5e   | HC Visé BM               |
| 6e   | Sporting Neerpelt-Lommel |
| 7e   | Olse Merksem HC          |
| 8e   | EHC Tournai              |
| 9e   | HC Eynatten-Raeren (B)   |
| 10e  | KV Sasja HC Hoboken II   |
| 11e  | Union Beynoise           |
| 12e  | Kreasa HB Houthalen      |
| 13e  | HKW Waasmunster          |
| 14e  | HC DB Gent (B)           |

|                 | Champion de Belgique et qualifiés pour la Ligue des champions 2015-2016 * |
|                 | Qualifiés pour la Coupe EHF 2015-2016                                     |
|                 | Qualifiés pour la Coupe Challenge 2015-2016                               |
|                 | Relégués en division 2                                                    |
| En              | gras Qualifiés pour la BeNe League 2015-2016                              |
| (T)             | Tenant du titre                                                           |
| (C)             | Vainqueur de la Coupe de Belgique                                         |
| en augmentation | Promu de début de saison en Division 1                                    |
| (B)             | Qualifiés pour les Barrage de Division 1                                  |

* United HC Tongeren ne participa pas à la prochaine Ligue des champions.
* Achilles Bocholt décline son ticket européen, dès lors le HC Visé BM en hérite.

### Classement des Buteurs
| #  | Joueur             | Équipe                   | Buts | MJ | Moy. |
| -- | ------------------ | ------------------------ | ---- | -- | ---- |
| 01 | Serge Spooren      | Sporting Neerpelt-Lommel | 100  | 14 | 7,53 |
| 02 | Gert-Jan Mathijs   | EHC Tournai              | 91   | 13 | 7,03 |
| 03 | Balazs Somogyi     | Sporting Neerpelt-Lommel | 86   | 13 | 6,44 |
| 04 | Yves Vancosen      | HC Visé BM               | 85   | 14 | 6,06 |
| 05 | Jos Riské          | Olse Merksem HC          | 73   | 14 | 5,97 |
| 06 | Gérard Sovet       | HKW Waasmunster          | 72   | 14 | 5,67 |
| 07 | Tom Wismans        | Kreasa HB Houthalen      | 67   | 13 | 5,80 |
| 08 | Johannes Verhoeven | Olse Merksem HC          | 66   | 14 | 5,75 |
| 09 | Ben Mengelers      | Kreasa HB Houthalen      | 65   | 14 | 5,00 |
| 10 | Wout Winters       | Sporting Neerpelt-Lommel | 64   | 14 | 6,85 |

### Parcours en coupes d'Europe
Le parcours des clubs belges en coupes d'Europe est important puisqu'il détermine le coefficient EHF, et donc le nombre de clubs belges présents en coupes d'Europe les années suivantes.
| Club                   | Compétition         | Tour d'entrée                  | Résultat                       | Dernier adversaire     |
| Hubo Initia HC Hasselt | Ligue des champions | 4e du Tournoi de qualification | éliminé au troisième tour      | Haslum HK              |
| Hubo Initia HC Hasselt | Coupe EHF           | 2e tour                        | éliminé au 2e tour             | Orosházi FKSE          |
| Achilles Bocholt       | Coupe EHF           | 1er tour                       | éliminé au 1er tour            | RK Zeleznicar 1949 Niš |
| HC Visé BM             | Coupe Challenge     | Tour préliminaire              | éliminé en Huitièmes de finale | KS Azoty-Puławy        |

### Bilan de la saison
| Tableau d'honneur de la saison 2014-2015 |                     |                   |
| Compétition                              | Vainqueur           | Commentaire       |
| Championnat de Belgique                  | United HC Tongeren  | 6e titre          |
| Coupe de Belgique                        | Achilles Bocholt    | 2e victoire       |
| Qualifications européennes               |                     |                   |
| Compétition                              | Qualifiés           | Qualifiés         |
| Ligue des champions                      | United HC Tongeren  | Tour préliminaire |
| Coupe EHF                                | Initia HC Hasselt   | Premier tour      |
| Coupe Challenge                          | KV Sasja HC Hoboken | Premier tour      |
| Coupe Challenge                          | HC Visé BM          | Premier tour      |
| Promotions et relégations                |                     |                   |
| Promu en Division 1 (D1)                 | HC Eynatten-Raeren  | 3e du barrage     |
| Relégation en Division 2 (D2)            | HKW Waasmunster     | 7e du barrage     |

- Remarque: United HC Tongeren ne participera pas à la prochaine Ligue des champions.